# عبد الخالق طه الشعار
عبد الخالق طه الشعار (ت. 1406 هـ / 1985 م) هو أديب شاعر، من أهل العراق.
ولد سنة 1920 م وقيل سنة 1915 م. إنضم إلى «الندوة العمرية» التي كانت تجتمع في دار ناظم العمري، ومن أعضائها إبراهيم الواعظ، و إسماعيل حقي فرج ونعمة الله النعمة وذنون الشهاب ومحمد سعيد الجليلي و أيوب صبري الخياط، وذلك في مطالع عام 1948 م.
له بعض القصائد نشرت في مجلة الجزيرة الموصلية ومجلة فتى العراق. قال الأديب ذو النون الأطرقچي عن شعره: «أنت تحسّ أنه يعبر عن تجربة حب صادقة، وأنه يمتلك أدوات تعبير موصلة، ولغته متينة التراكيب على سلاستها وخلوّها من الوعورة، أما صوره فمألوفة، والمبتكر فيها قليل».
توفي ببغداد.

## وصلات خارجية
- عبد الخالق الشعار حياته وشعره - دراسات موصلية - العدد السابع - تشرين الأول 2004 ، عمر محمد الطالب.